# Рандовка
Рандовка (бел. Рандо́ўка) — деревня в Приборском сельсовете Гомельского района Гомельской области Республики Беларусь.
На юге граничит с лесом.

## География

### Расположение
В 5 км от железнодорожной станции Прибор (на линии Калинковичи — Гомель), 9 км на запад от Гомеля.

### Гидрография
На реке Рандовка (приток реки Уза).

## Транспортная сеть
Транспортные связи по просёлочной, затем автомобильной дороге Калинковичи — Гомель. Планировка состоит из прямолинейной улицы почти широтной ориентации, к центру которой с юга присоединяется переулок, а с севера — короткая улица. Застройка двусторонняя, преимущественно деревянная, усадебного типа.
Сейчас следует только городской автобусный маршрут № 46

## История
Обнаруженный археологами поблизости от деревни курганный могильник свидетельствует о заселении этих мест с давних времён. По письменным источникам известна с XVIII века как деревня в Гомельском старостве Речицкого повета Минского воеводства Великого княжества Литовского.
После 1-го раздела Речи Посполитой (1772 год) в составе Российской империи. С 1775 года во владении фельдмаршала графа П. А. Румянцева-Задунайского, в Новиковской экономии Гомельского поместья. С 1834 года во владении фельдмаршала князя И. Ф. Паскевича. С 1880-х годов действовал хлебозапасный магазин. Согласно переписи 1897 года располагались: школа грамоты, ветряная мельница. В 1909 году 414 десятин земли, в Телешевской волости Гомельского уезда Могилёвской губернии.
В 1926 году открыт почтовый пункт, деревня в Приборском сельсовете Гомельского района Гомельского округа В 1929 году организован колхоз. Во время Великой Отечественной войны 33 жителя погибли на фронте. В 1959 году в составе учебного хозяйства СПТУ-185 (центр — деревня Прибор).

## Население

### Численность
- 2004 год — 36 хозяйств, 60 жителей.

### Динамика
- 1799 год — 99 жителей.
- 1811 год — 34 двора.
- 1850 год — 165 жителей.
- 1897 год — 61 двор, 422 жителя (согласно переписи).
- 1909 год — 73 двора, 491 житель.
- 1959 год — 292 жителя (согласно переписи).
- 2004 год — 36 хозяйств, 60 жителей.